# ويليام بي كاري
ويليام بي كاري (بالإنجليزية: William P. Carey) هو شخصية أعمال أمريكي، ولد في 11 مايو 1930 في بالتيمور في الولايات المتحدة، وتوفي في 2 يناير 2012.